# Autoroute A 801
Die Autoroute A 801 war eine französische Autobahn, die die Stadt Nantes mit der Autobahn A 83 verband. Im Jahr 2001 wurde sie zu einer Stadtstraße abgestuft.